# 督办南京市政公署
督办南京市政公署，是1938年4月24日中华民国维新政府在南京成立的机构，下设秘书处、社会处、教育处、财政处、实业处、工务处、卫生处、警察厅。10月，各处被改为局。1939年3月3日，改组为南京特别市政府，直属行政院（第六章第一节）。